# خلوت
خلوت هي قرية في مقاطعة شاهين دج، إيران. يقدر عدد سكانها بـ 625 نسمة بحسب إحصاء 2016.